# Lewis Carroll
Charles Lutwidge Dodgson (Daresbury, Cheshire, 1832. január 27. – Guildford, 1898. január 14.) írói álnevén Lewis Carroll, angol író, költő, matematikus, anglikán pap és fényképész.

## Élete
Matematikusként csaknem harminc évig tanított Oxfordban.

## Munkássága
Két könyvet írt logikai játékokról.
Legismertebb írásai a gyermekirodalom klasszikusai: Alice Csodaországban (Alice's Adventures in Wonderland, 1865), Alice Tükörországban (Through the Looking-Glass, and What Alice Found There, 1872), valamint olyan versek, mint a Snarkvadászat (1876) és a Gruffacsór.
A kíváncsi kislány, Alice bátor helytállása Csodaország különös szabályokkal és szereplőkkel telezsúfolt világában sokakat megihletett. Nemcsak a gyerekek, az irodalom és a művészetek képviselői, hanem a természettudományok művelői között is sok kedvelője akad, amit számos tudományos elnevezés és ismeretterjesztő munka is alátámaszt: például a vörös királynő hipotézis az etológiában, az Alice Csodaországban szindróma az orvostudományban, Martin Gardner matematikai és egyéb vonatkozású jegyzetekkel ellátott Alice-könyvei, vagy az olyan művek, mint az Alice in Quantumland.

## Főbb művei
- Alice Csodaországban, meseregény (1865)
- Alice Tükörországban, meseregény (1871)
- Sylvie és Bruno, meseregény (1889)
- Sylvie és Bruno II, meseregény (1893)
- The Hunting of the Snark, verses mese (1876)
- Euclid and his Modern Rivals (1879, 1885)
- Gubancmese (Typotex, 2011) ISBN 978-963-2795-81-2

## Magyar fordítások, átdolgozások
- Alisz kalandjai Csodaországban; ford. Juhász Andor, ill. John Tenniels, Béta, Bp., 1921
- Alice Csodaországban; átdolg. Altay Margit; Pallas Ny., Bp., 1927 (Tündérvásár könyvtára)
- Évike Tündérországban; ford. Kosztolányi Dezső, ill. Fáy Dezső; Gergely, Bp., 1936
- Alice Csodaországban; ford. Kosztolányi Dezső, átdolg. Szobotka Tibor, ill. Szecskó Tamás; Móra, Bp., 1958
- L. Carrol: Alice a csodák országában; röv. kiad.; Epoha, Zagreb, 1969
- Alice Tükörországban; ford. Révbíró Tamás, versford. Tótfalusi István, ill. Szecskó Tamás; Móra, Bp., 1980
- Alice Csodaországban; Lewis Carroll nyomán szöveg, ill. Hirata Shogo, ford. Köteles Gyöngyi; Pesti Szalon, Bp., 1993 (A Pesti Szalon mesélő füzetei)
- Alice Csodaországban / Alice's adventures in Wonderland; ford. Kosztolányi Dezső, átdolg. Szobotka Tibor, szöveggond., jegyz. Pásztor Péter; Noran, Bp., 1996 (Kentaur könyvek)
- Sylvie és Bruno; ford. Rét Viktória, versford. Varró Dániel, ill. Harry Furniss; Noran, Bp., 2008
- Aliz kalandjai Csodaországban és a tükör másik oldalán; ford. Varró Zsuzsa, versford. Varró Dániel, ill. Sir John Tenniel; Sziget, Bp., 2009
- Alice Csodaországban; Lewis Carroll regénye nyomán írta, rajz Szakura Kinosita, ford. Nikolényi Gergely; Goodinvest Kft., Bp., 2010
- Alice Csodaországban; átdolg. Lewis Helfand, ford. Németh Dorottya, Diószegi Dorottya, ill. Rajesh Nagulakonda; Ventus Libro, Bp., 2010 (Klasszikusok képregényben)
- Alice Csodaországban. Mesés kifestőfüzet; Lewis Carroll meséjének felhasználásával írta Maros Edit; TotHál, Bp., 2010
- Sylvie és Bruno. A történet vége; ford. Gergely Zsuzsa, versford. N. Kiss Zsuzsa, ill. Harry Furniss, Noran, Bp., 2010
- Gubancmese; ford. Csaba Ferenc, versford. Horváth Balázs, ill. Arthur B. Frost, Mallár Gabriella; Typotex, Bp., 2011 (A logika világa)
- A Snyárk-vadászat; ford. Mann Lajos, ill. Baksa-Soós Attila; Drámatéka, Bp., 2011
- Évike Tündérországban; ford. Kosztolányi Dezső, gyűjt., szerk., szöveggond. Szegi Enikő, ill. Fáy Dezső; Cédrus Művészeti Alapítvány–Napkút, Bp., 2013 (Remekírók retró)
- Alice Csodaországban; Lewis Carroll alapján átdolg. Ronne Randall, ford. Medgyesy Zsófia, ill. Robert Dunn; Ventus Libro, Bp., 2013 (Világhíres mesék)
- Alice Csodaországban; ford. Kosztolányi Dezső, ill. Sir John Tenniel; Helikon, Bp., 2015 (Helikon zsebkönyvek 12.)
- Alice Csodaországban; Lewis Carrol meséje alapján Lesley Sims, ford. László Noémi, ill. Mauro Evangelista; Holnap, Bp., 2017

## Külső hivatkozások
- Lewis Carroll művei a Magyar Elektronikus Könyvtárban
- Euclid and His Modern Rivals (Google Books)
- Művei magyarul és angolul a Bábelmátrixon
- Douglas R. Hofstadter: Gödel, Escher, Bach. Egybefont gondolatok birodalma. Metaforikus fúga tudatra és gépekre, Lewis Carroll szellemében; ford. Lipovszki Gábor; Typotex, Bp., 1998